# Irisbus Crossway
Irisbus Crossway – autobus międzymiastowy, produkowany przez firmę Irisbus.

## Historia
W trakcie czerwcowego International Utility Vehicle Show, AUTOTEC 2006 w Brnie, Irisbus Iveco ujawnił nowy model autobusu międzymiastowego, o nazwie Crossway. Stanowił on bezpośredniego następcę Karosy serii 900 sprzedawanej w sieci Irisbus jako model Axer. W gamie Irisbusa plasował się między szkolnym Recreo, a kombi (międzymiastowy/turystyczny) Arway. Produkcję osadzono w czeskich zakładach Karosy, w Vysokim Mycie. Pojazdem producent chciał wzmocnić swoją pozycję jako lidera w segmencie budżetowych autobusów oferujących najlepszy stosunek ceny do jakości i kosztów użytkowania zapoczątkowaną wprowadzeniem Irisbusa Axer na zachodnich rynkach. Wariant niskowejściowy, Crossway LE został zaprezentowany podczas wydarzenia UITP w Helsinkach w maju 2007 r. 

## Galeria

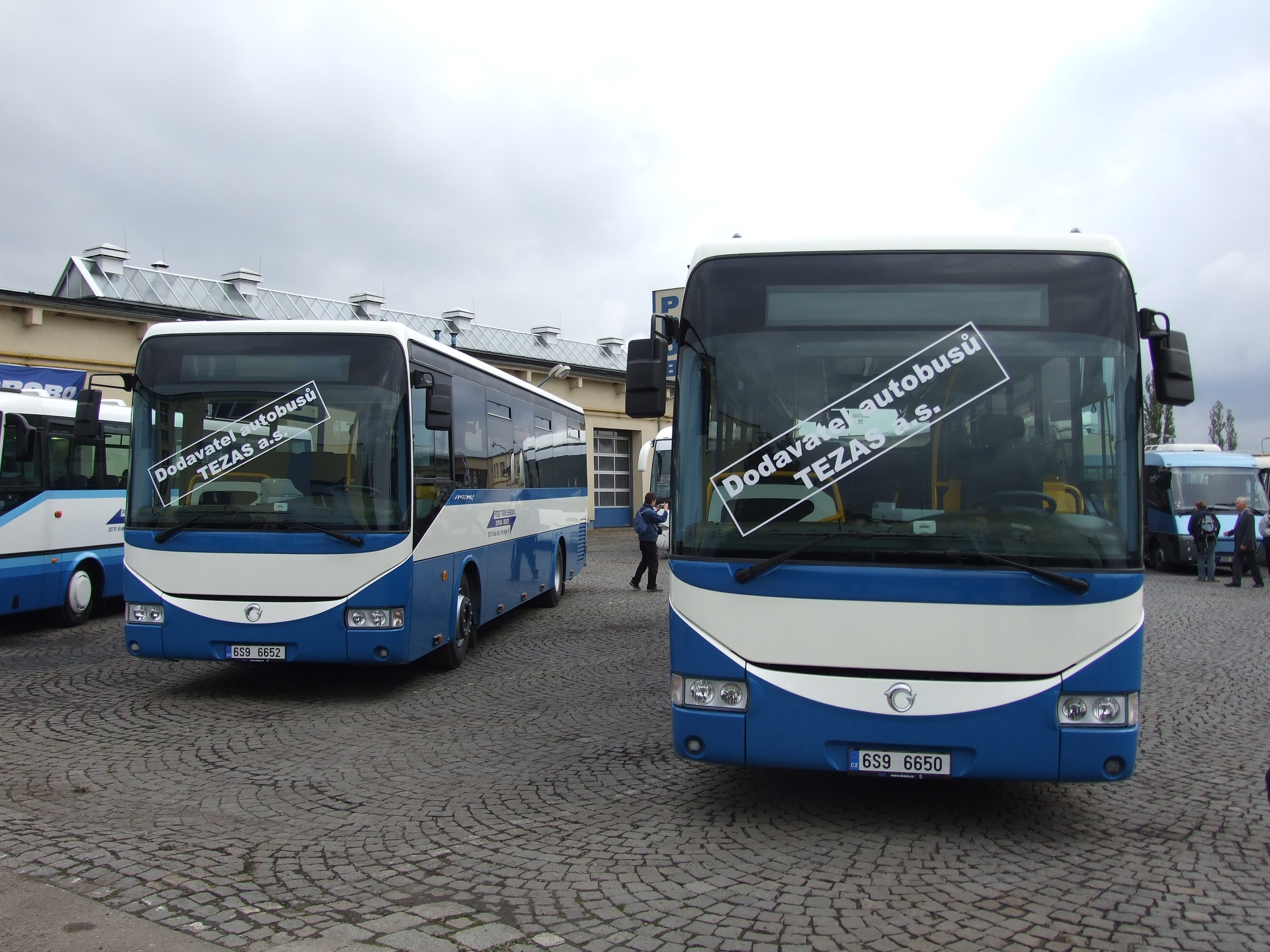
Prezentacja dwóch pojazdów Crossway
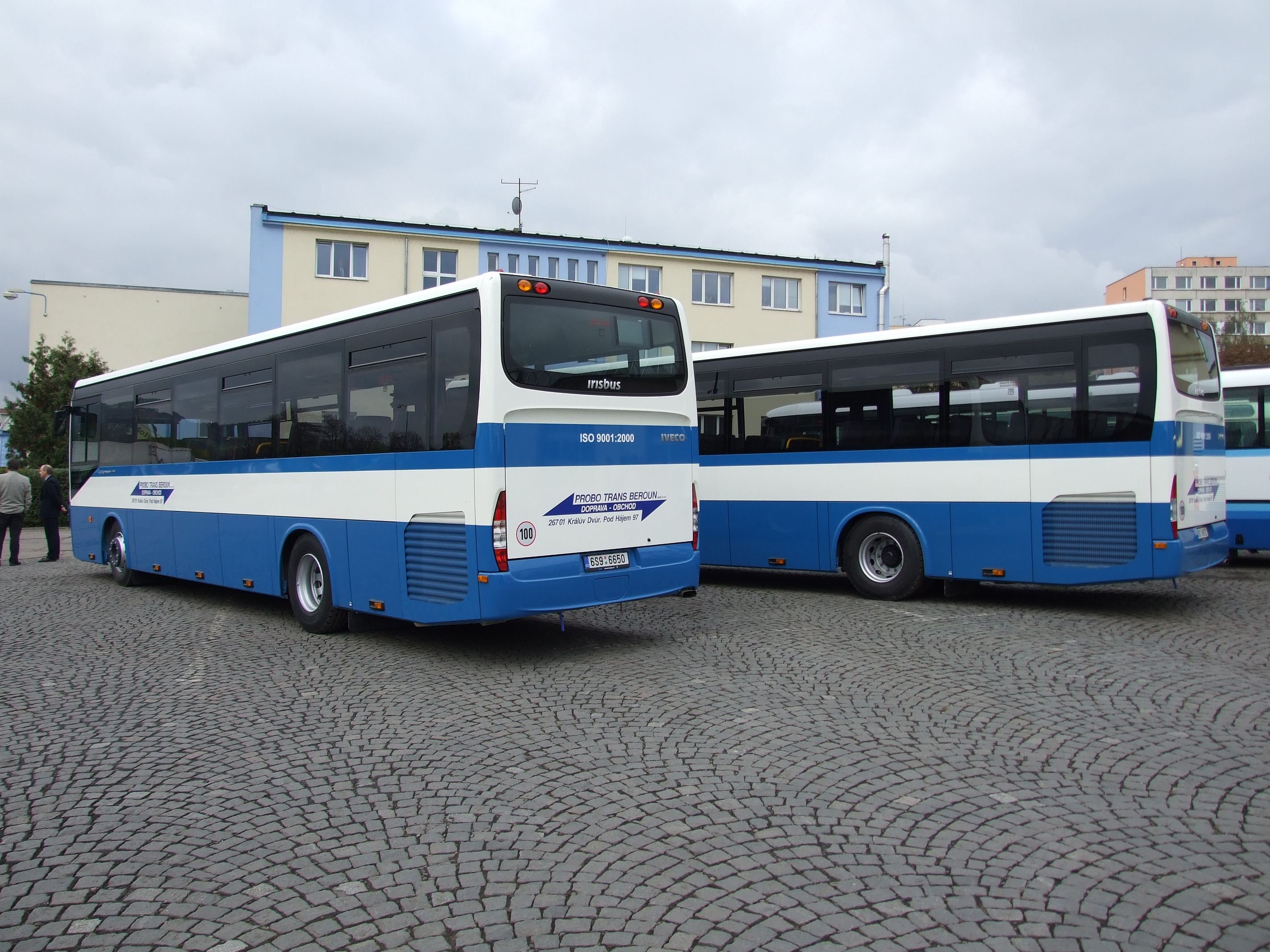
Tył zaprezentowanych nowych autobusów Crossway
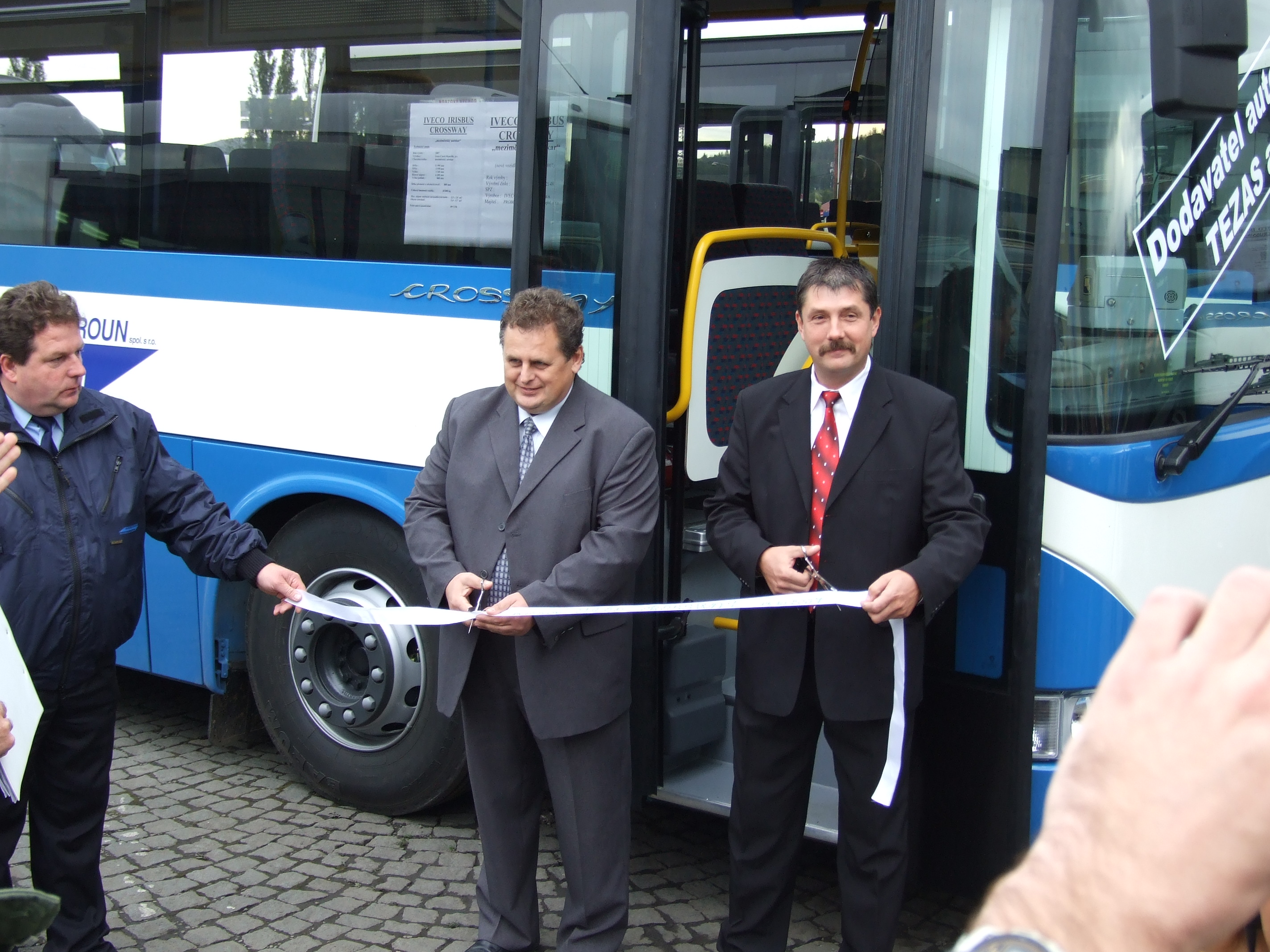
Autobus Crossway, prezes Irisbusa rozcina taśmę
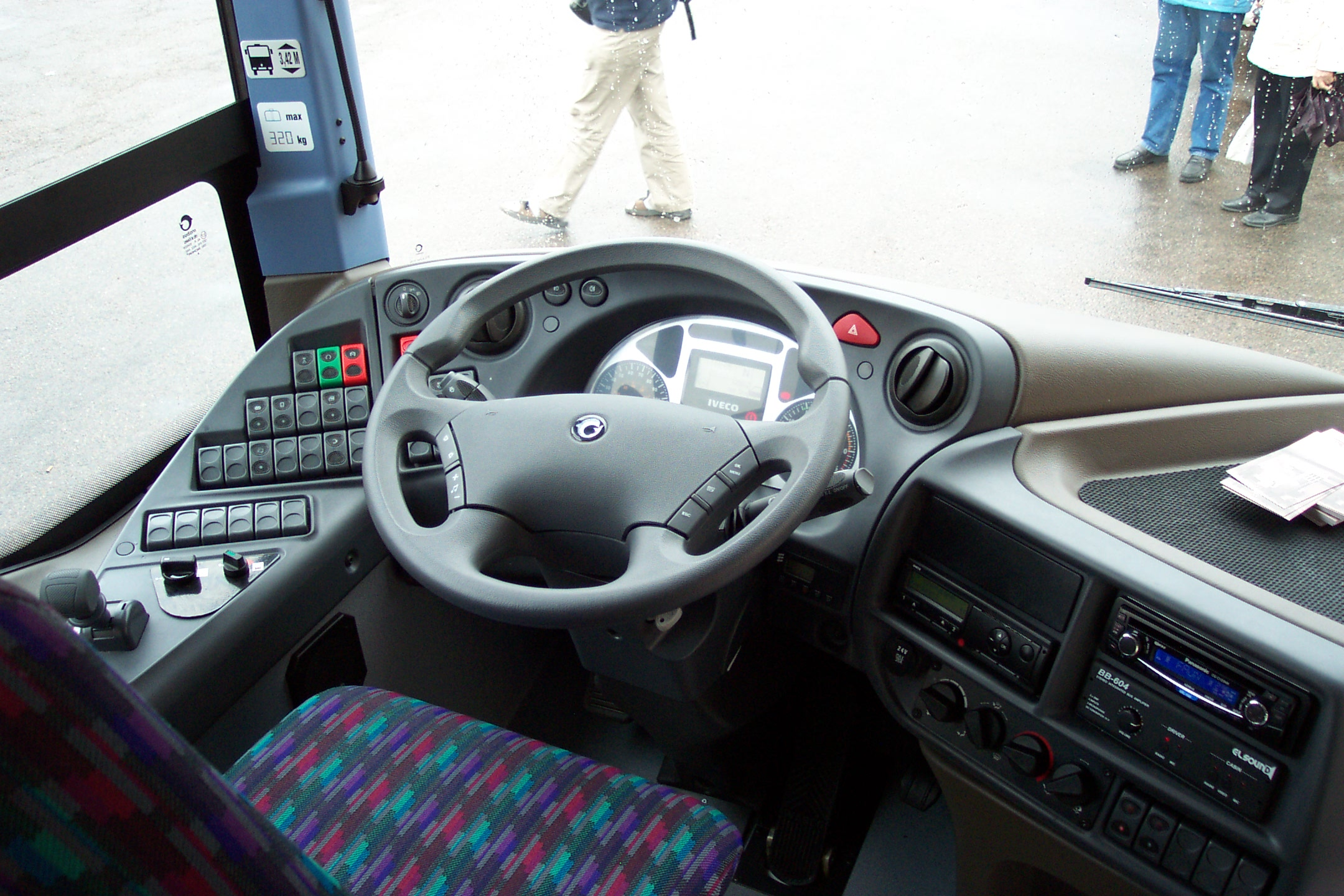
Panel kierowcy autobusu
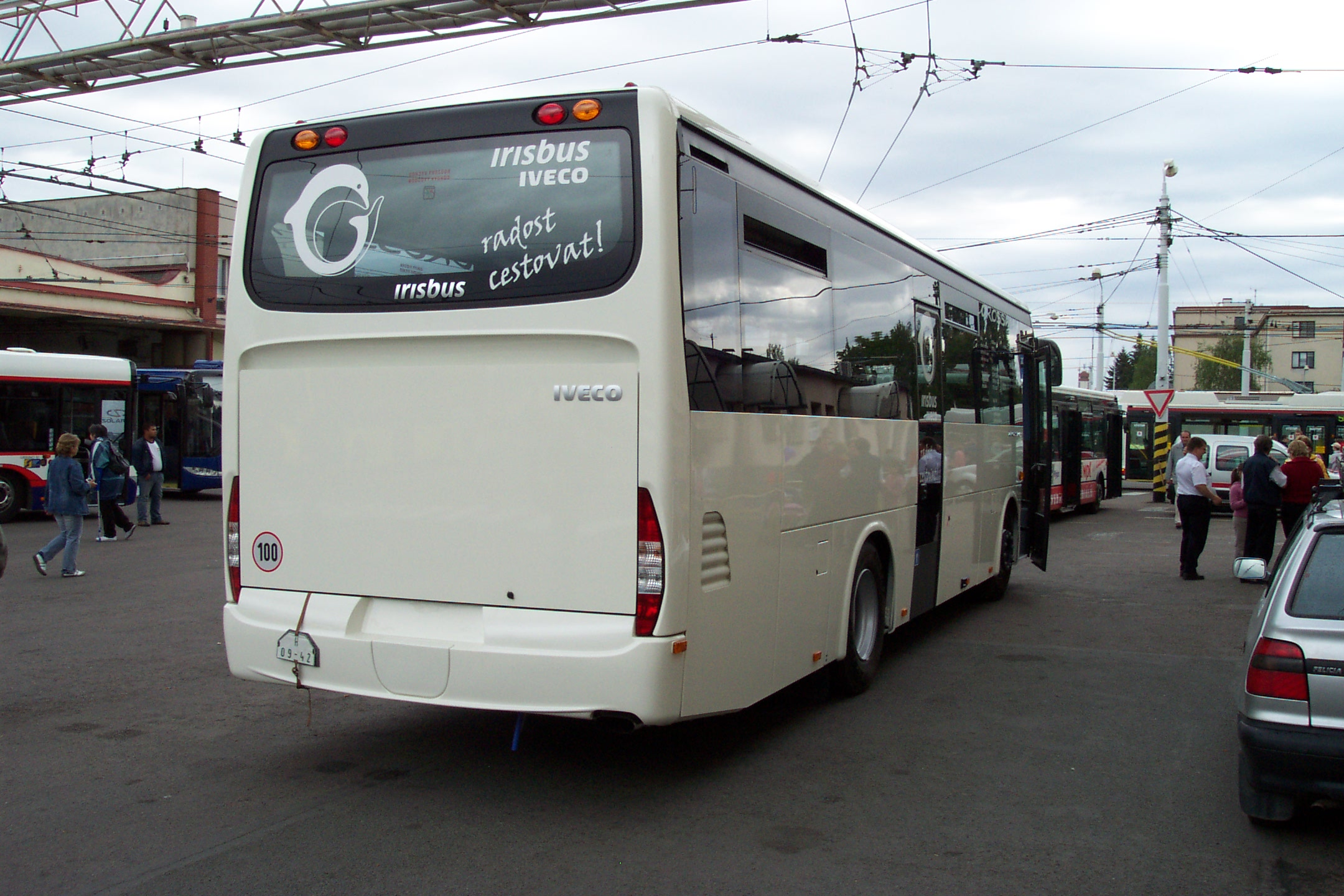
Tył autobusu
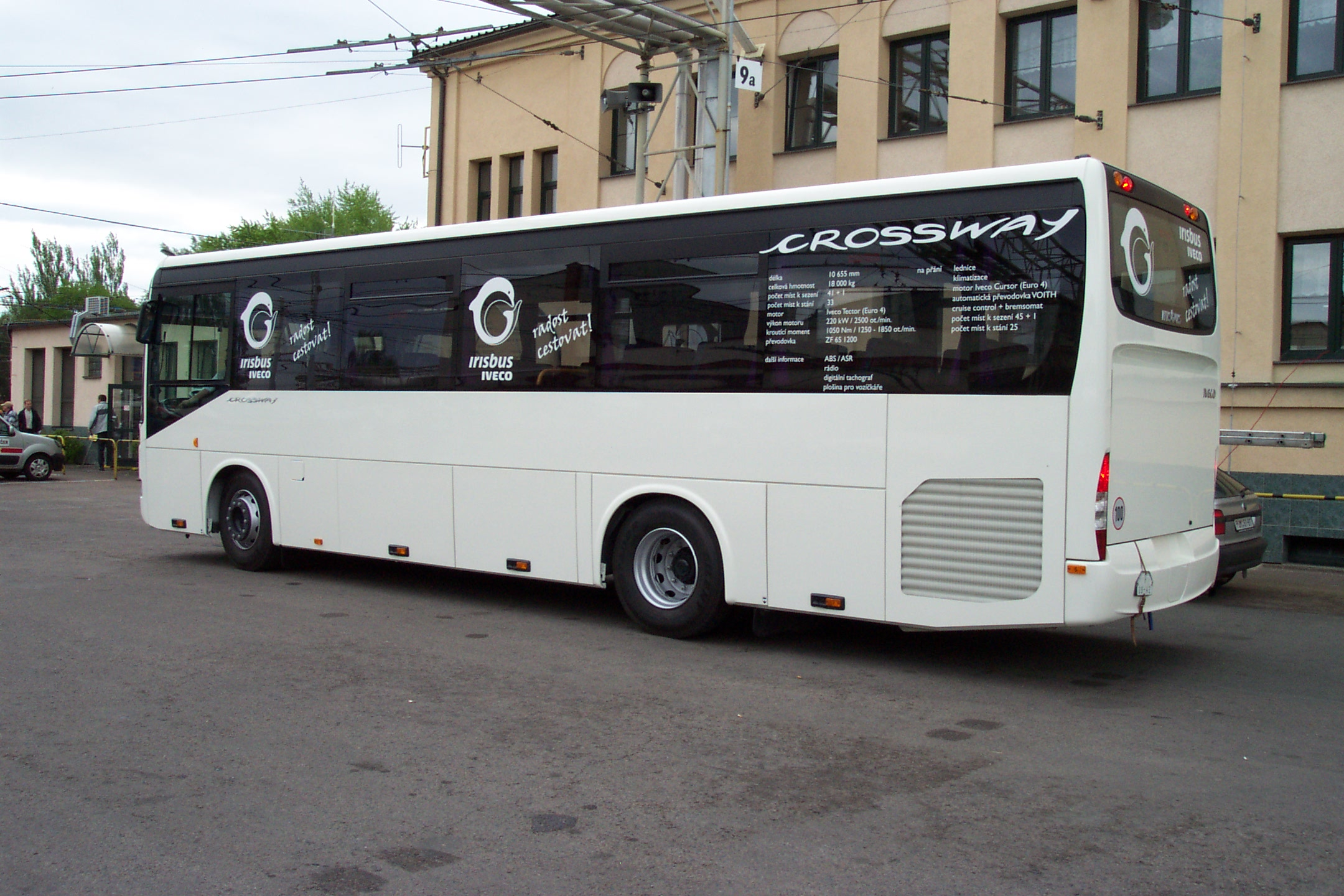
Bok autobusu
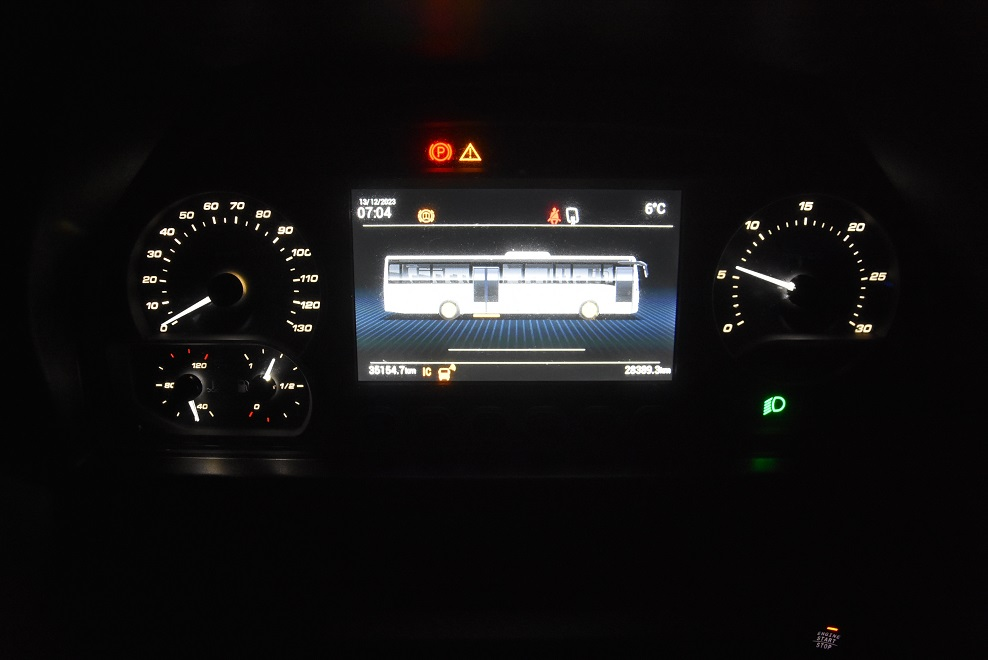
Panel widziany nocą